# فاسار ميلر
فاسار ميلر (بالإنجليزية: Vassar Miller)‏ (19 يوليو 1924 - 31 أكتوبر 1998)؛ كاتِبة وشاعرة أمريكية. درست في جامعة هيوستن.